# Приватизација
Приватизација представља процес преношења власништва над капиталом из јавне (државне) у приватну својину. У ширем смислу може означавати и приватно управљање државном имовином.

## Приватна или државна својина
Која је својина економски ефикаснија – приватна или државна? Око овог питања ломила су се копља најмање један век. Историја је, за сада, пресудила да је приватна својина једини здрав темељ економског живота, па су и системи засновани на државној и друштвеној нестали.
Савремена економска теорија каже да су државна и приватна својина једнако ефикасне уколико су задовољене претпоставке о савршеном тржишту, потпуним информацијама и потпуним уговорима.
Класичан аргумент у прилог државне својине је онај о слабостима тржишта, односно о нарушавању претпоставке о савршеној конкуренцији у гранама у којима долази до опадања просечних трошкова, што води стварању монопола. A пошто је монопол у приватној својини једна лоша ствар, онда је добро да то предузеће буде у државној својини, јер је држава, по претпоставци, добронамерна. И многа су предузећа у периоду после II светског рата национализована.
Овај аргумент у корист државног власништва је током времена губио на уверљивости. Прво, довела га је у питање теорија јавног избора, устврдивши да је претпоставка о добронамерности владе, тј. о посвећености политичара општем добру, нетачна. Друго, проширење тржишта са економским напретком, отварање према светској трговини и технолошки напредак повећали су конкуренцију и смањили тржишну грешку. Треће, унапређене су теорија и пракса регулације, које омогућавају корекцију тржишних имперфектности и тиме смањују потребу за државном својином.
Претпоставке о потпуним информацијама и потпуним уговорима односе се на тзв. агенцијски проблем, тј. на питање може ли се и како обезбедити да менаџер, био он у приватном или државном предузећу, ради у најбољем интересу власника, био он држава или приватно лице. Оне кажу да власник може да контролише менаџера уколико све зна (или макар колико и менаџер) или уколико може да формулише толико детаљан уговор којим ће унапред уговорити све могуће ситуације, што су доста нереални захтеви.
Постоје два погледа на овај проблем. Први је тзв. менаџерски, који каже да је надзор државе над менаџером знатно слабији него надзор приватних власника, па су зато подстицаји за ефикасно пословање предузећа слабији у првом него у другом случају. Ово макар зато што се државне фирме не купују и продају на тржишту, па зато не постоји могућност преузимања фирме од стране неког другог власника. Уз то, не постоје акционари који надзиру менаџере у приватним корпорацијама. Други је тзв. политички, који тврди да политички утицаји доводе до искривљавања циљева и ограничења са којима се менаџери државних предузећа суочавају, на пример кроз чињеницу да се државна предузећа не суочавају са нужношћу плаћања својих обавеза као приватна, као и да им не прети банкрот.
Искуства са државном својином су, такође, била неповољна. Државна предузећа су обично функционисала испод очекивања, а на штету и државне благајне и потрошача. Лоше вођена и подвргнута политичким циљевима, са вишком запослених и лошом организацијом, са застарелом технологијом, неконкурентна, увек зависна од државне помоћи и субвенција, са превисоким ценама, та су предузећа јасан доказ како инфериорне ефикасности државне својине, тако и нереалности идеје о беневолентној држави.
80их година 20. века започет је светски процес приватизације, инициран у Уједињеном Краљевству од стране владе Маргарет Тачер. Процес је глобалан и захватио је не само бивше социјалистичке земље, већ и развијене и земље у развоју. Све владе се журе да се реше државних предузећа, мада понеке још оклевају не би ли их још мало користиле за сопствено богаћење.
Ипак, лева идеја још није замрла. И данас постоје аутори који оспоравају утицај својине на ефикасност предузећа и привреде, односно који изворе ефикасности траже, и налазе, негде другде. Једна линија разматрања ослања се на студију Берлеа и Меанса из 1932. године и тврди да ни савремене корпорације нису приватна предузећа у правом смислу, јер је управљање одвојено од својине, тј. корпорацијама управљају менаџери, а не власници, па се опет јавља агенцијски проблем. Тачно је да агенцијски проблем постоји у приватним корпорацијама, али је извесно да велика већина менаџера ради у интересу приватних власника, јер су бројни механизми који их на то подстичу у зрелим тржишним привредама – од скупштине акционара, преко подстицајних система награђивања, до тржишта капитала.
Занимљива је новија струја, чији је главни представник Џозеф Штиглиц, нобеловац. Штиглиц не негира значај својине, па ни приватне, за економске перформансе, али још већу важност придаје тржишту и његовим благотворним ефектима, посебно хвалећи кинески систем, чиме индиректно умањује стандардно схваћен утицај приватне својине.

## Коришћени модели приватизације

### Продаја
Најпознатији и најстарији метод приватизације је продаја државног предузећа приватним лицима. Та техника коришћена је и користи се и даље у развијеном делу света, као и у земљама у развоју. Најпознатији пример је приватизација у Великој Британији током 1980-их година, која је и покренула талас приватизације у целом свету. Два су основна метода продаје: прво, јавни упис акција; друго, непосредна продаја најповољнијем понуђачу. Код првог, држава фиксира цену акције и нуди их на продају приватним лицима или институционалним инвеститорима. Код другог, држава организује прикупљање понуда на конкурентски начин (тендери) или непосредно преговара са заинтересованим инвеститорима.
Понекад се одступа од метода продаје по пуној цени, јер владе, као британска својевремено, теже ширењу акционарства и јачању средњег слоја, па организују јавни упис акција са нижим ценама од тржишних уколико их купују грађани. Идеја је да се купци-грађани подстакну на упис попустима који обезбеђују капиталне добитке.
Приватизацију кроз продају су, међу земљама у транзицији, најдоследније користили Немачка (за источнонемачку привреду), Мађарска и Естонија, у којима је превагнуло схватање да се добро управљање приватизованим предузећима може остварити једино уколико се она продају, а не и уколико се бесплатно поделе грађанима или делимично бесплатно запосленима.
Продаја (капитала) предузећа доминантном власнику показала се супериорном са становишта економске ефикасности. Она облично доноси добро управљање, што значи рекапитализацију предузећа, проширење послова, реорганизацију, јачање дисциплине, више предузетништва. Посебно је повољно уколико је озбиљан страни инвеститор постао доминантан власник, због поузданости, већих финансијских капацитета, могућности оријентације на спољно тржиште и слично. Модел продаје још доноси приход државној благајни, што је врлина по себи.
Проблеми са којима се суочавао модел продаје су у основи политичке и техничке. Међу политичким, могу се поменути следећи: део становништва је постприватизациону дистрибуцију имовине доживљавао као неправедну, полазећи од егалитарног вредносног система; куповина предузећа од стране иностраних инвеститора некима је изгледала као продаја националне суверености; запослени и постојећи менаџери су се понекад, бранећи своје интересе, противили продаји и стварали политичке тешкоће и слично.
Технички проблем тиче се сложености, дуготрајности и трошкова процедуре припремања сваког појединачног предузећа за продају, било да се ради о јавном упису акција, било о директној продаји. Јер, процена вредности предузећа, као основа метода продаје, често је компликован и захтеван поступак, посебно уколико постоји знатна политичка и економска неизвесност (ризици) и уколико информациони и рачуноводствени подаци о предузећима нису добри.
Успешни примери Мађарске и Естоније показали су да се продаја државног капитала може извести на најбољи начин, уколико постоји довољна политичка воља и уколико се процес приватизације добро организује.

### Ваучерска приватизација
Нужда за приватизацијом великог броја предузећа у земљама у транзицији покренула је око 1990. године потрагу за иновативним приступом. И пронађена је ваучерска приватизација. Идеја је једноставна: грађанима се бесплатно подели специјалан приватизациони новац (ваучери), којима они купују акције предузећа. Ваучери су давани грађанима, у разним земљама, и у једнаком и у неједнаком износу, а према годинама старости или радног стажа и неким другим карактеристикама. Ваучерска приватизација је организована и централизовано, за већи број предузећа одједном (чешки систем), и децентрализовано, за свако предузеће појединачно (руски систем).
Најпознатије ваучерске приватизације су чешка (и словачка) и руска, а делом су јој прибегле Пољска, Литванија, Летонија, Словенија, Јерменија, Казахстан и Киргизија.
Ваучерска приватизација представља теоријски елегантан и релативно брз метод приватизације, врло повољан по политички рејтинг владе која је изводи. Иако не доноси држави приходе, доказивало се да се тај губитак компензује брзином и праведношћу. Ваучерска приватизација је транспарентнија од других модела и њоме се избегавају проблеми процене вредности код осталих видова приватизације.
Један од коришћених аргумената у корист ваучерске приватизације је да грађанство једне државе не поседује довољну количину новца да откупи вредне производне фондове, па да је зато потребно поклањање државних предузећа. Овај аргумент важи само онда када се искључи улога страних инвеститора из приватизације, на пример зато што је намера да се привреда задржи у домаћем власништву (као у Словенији). Тај је аргумент свакако нетачан са економске тачке гледишта, а пракса земаља које су се ослањале на ваучерску приватизацију (Чешка, Русија) показала је касније да им нимало не смета улазак страног капитала.
Брзо изведена ваучерска приватизација може имати једну предност у односу на модел продаје: брза приватизација спречава формирање антиприватизационе коалиције, која би могла настати током времена и блокирати приватизацију. Овај аргумент је имао своју тежину почетком 1990-их година, али касније, десетогодишњег искуства земаља у транзицији, више није био уверљив, јер се показало да су отпори приватизацији мањи од претпостављених.
Тешкоћа са ваучерском приватизацијом је та што не обезбеђује добро управљање предузећима. Наиме, широко распршено власништво, као последица једнаке 'куповне снаге' сваког грађанина, неминовно чини да над једним предузећем нико нема контролу и да су резултати аутоматски лошији од могућих. Лек се може потражити у формирању инвестиционих фондова, којима би грађани препуштали своје ваучере и за узврат добијали акције самих инвестиционих фондова (чешки случај). Фондови би тако могли кумулирати ваучере и постати знатни или доминантни власници појединих предузећа. Међутим, решење проблема управљања предузећима донело је нови проблем – проблем управљања фондовима. Власништво над фондовима било би распршено, па је менаџмент фондова био неконтролисан од стране власника, што је водило у неефикасност пословања како фонда, тако и предузећа у његовом портфељу.

### Акционарство запослених
Акционарство запослених подразумева знатне попусте на цену акција (или делимично бесплатну поделу) менаџерима и/или запосленима. Она тако представља комбинацију продаје и бесплатне поделе, али с тим да су бенефиције поделе ограничене на запослене у датом предузећу. Одложено плаћање је уобичајено, како би био савладан проблем недовољне куповне снаге запослених.
Овај модел приватизације био је популаран на подручју бивше Југославије, као политички најбезболнији начин преласка из самоуправне у приватну привреду. Најбезболнији зато што акционарство запослених најмање мења тип контроле над предузећем – она остаје у рукама запослених, до већег промета и концентрације акција. Стога су јој прибегле Словенија, Хрватска, Србија и Северна Македонија. Од других земаља, Пољска је, полазећи од социјалистичке тржишне привреде, такође једним делом користила акционарство запослених. Русија је кренула од сасвим другог модела приватизације, али је, због техничких решења, завршила у знатној мери са акционарством запослених, при чему је менаџерски слој успео да у многим предузећима постане доминантан власник. И Румунија и Словачка су делимично прибегле овом моделу.
Акционарство запослених може бити изведено релативно брзо, уз постављање рока до кога приватизација предузећа мора бити покренута (као у Хрватској), знатне попусте у цени акција и одложено плаћање. А може и, како показује искуство Србије, бити врло спор метод приватизације.
Основна врлина акционарства запослених је политичка – то је минимизација отпора радника и менаџера у фирмама које се приватизују, а посебно у предузећима која су су функционисала у самоуправном систему (бивша СФРЈ и, донекле, Пољска) или у којима су менаџери имали јаке позиције (Русија). Њихови отпори би, можда, могли да блокирају приватизацију, као што их овај модел приватизације привлачи влади која их спроводи.
Постоје и мишљења међу заступницима самоуправљања и 'школе економике партиципације' да акционарство запослених доноси подстицаје добром управљању, јер запослени, као власници, имају више мотива него раније да добро раде и да боље надзиру менаџмент.
Са друге стране, постоје важне слабости овог модела. Да би задржали контролу над предузећем, запослени су склони да онемогуће приступ спољним инвеститорима, што води недовољним инвестицијама. Штавише, спољни инвеститори нису ни заинтересовани да улажу у предузеће којим доминирају запослени. У таквим предузећима постоји подстицај, као и у самоуправним, да се исплаћују превелике зараде и да се одржава претерана запосленост. Менаџери, опет, тешко могу да се одупру таквим притисцима запослених уколико имају мали удео у власништву. Такви процеси отежавају или чак онемогућавају реструктурирање предузећа, са неповољним последицама.

## Приватизација у Србији

### Почеци
Први талас је покренула савезна влада Анте Марковића 1989. године, са корекцијом 1990. године. Метод приватизације била је докапитализација, са попустима на рачун друштвеног капитала, а уз уверење да ће и таква делимична приватизација довести до повећања ефикасности управљања. Приватизација је била необавезна, али је подстицај добила у одредби да се раст зарада запослених може исплаћивати само у акцијама. Током реформске 1990. године приватизација је узела маха (1.200 предузећа је прешло у статус мешовитих), делимично и због техничких слабости операционализације модела и могућности манипулација.
Да би се дотерао модел, Србија је 1991. године донела сопствени закон о својинској трансформацији (Закон о условима и поступку претварања друштвене својине у друге облике својине - Службени Гласник Републике Србије Бр.48/91) који је у знатној мери закочио приватизацију баш тиме што је заоштрио процедуре и уклонио слабости у прописима. Битном успорењу приватизације свакако је допринео и рат на подручју бивше Југославије.
Неочекивани подстицај приватизацији дошао је 1993. године са високом инфлацијом, односно са инфлационим обезвређењем дуга код куповине акција на рате. Крајем 1993. велики број предузећа је, користећи непостојање одредбе о ревалоризацији дуга за инфлацију, потпуно приватизован. По стабилизацији цена почетком 1994. године, извршене су измене и допуне закона из 1991. године (Закон о изменама и допунама закона под истим именом Сл. Гласник Бр.51/94 са изменом члана 34. и важењем на сва привредна друштва која су ушла у поступак претварања друштвене својине), којим су инфлациони добици грађана поништени, а приватизација битно враћена назад. Стога у следећем периоду, до 1997. године, па и касније готово да није било приватизација у Србији.

### Модел из 1997. године
Концепт приватизације из 1997. године представљао је наставак старог модела приватизације, чије су основне особине да је приватизација и даље аутономна (децентрализована), необавезна и усмерена ка радничком акционарству. Необавезност приватизације била је комбинована са подстицајношћу, односно са попустима у ограниченом временском периоду, што је требало да наведе запослене да приватизују своја предузећа.
Важнија решења била су следећа: сви запослени и бивши запослени у друштвеном и државном сектору и осигурани сељаци имали су право на бесплатне акције у износу од 400 ДЕМ за сваку годину радног стажа; враћен је попуст од 20% фиксно и 1% за сваку годину радног стажа, а на акције до 8.000 ДЕМ; највише 60% капитала предузећа могло је бити издато кроз бесплатне акције, 10% капитала се одмах преносило пензијском фонду, а најмање 30% капитала продавало се заинтересованима; капитал који преостане по упису акција прелазио је у својину државног Акцијског фонда.
Необавезност приватизације учинила је да је процес приватизације препуштен врло сложеној игри мотива и подстицаја запослених и менаџера.
У Србији је до 2000. године приватизован мали део друштвеног и државног капитала. До јесени 2000. године, процес приватизације започет је по моделу из 1997. у око 350 предузећа, а завршен само у осамнаест. То су углавном била мања предузећа, са скромним капиталом, па је укупна вредност емитованих акција достигла само 12 милијарди ондашњих динара. Једино велико предузеће које је (делимично) приватизовано је Телеком, где је 49% власништва прешло у руке СТЕТ-а и ОТИ-а 1997. године.

### Модел из 2001. године
Скупштина је 12. фебруара 2001. године усвојила је измене и допуне закона о својинској трансформацији, којима је привремено обустављена приватизација нових предузећа.
Влада Србије из 2001. године одабрала је донекле модификован модел класичне продаје. Основне одлике изабраног модела су биле следеће.
Продаја, а не бесплатна подела. Метод продаје друштвеног и државног капитала одабран је са идејом да се покушају наћи прави купци, у смислу оних који ће из предузећа која се приватизују (економских ресурса) извући највише. Основни узрок таквог избора били су дотадашње транзиционо искуство и других источноевропских земаља и искуство саме Србије.
Други узрок овог избора били су приходи које буџету доноси овај модел, јер влада Србије је припремила један социјално великодушан концепт транзиције, где би народ прихватио промене пошто би социјална давања била знатна, док би ти социјални расходи били финансирани и из прихода од приватизације.
Продаја стратешким инвеститорима. Влада је с правом придала велику важност корпоративном управљању у постприватизационом периоду, те је оптирала за продају већинског пакета (70%) друштвеног/државног капитала једном инвеститору. Тиме је омогућено преузимање пуне контроле над предузећем од стране једног већинског власника, a како би се олакшао и учини ефикаснијим веома сложен процес реструктурирања предузећа у постприватизационом периоду.
Мањи део се поклања грађанима и запосленима. Закон о приватизацији ипак предвиђа и поклоне, овог пута и запосленима и свим осталим грађанима. Запосленима се поклања 30% акција у предузећима која се продају аукцијом и 15% у предузећима која се продају на тендерима, док се за грађане резервише по 15% акција у овим другим предузећима. На тај начин овај је закон праведнији од претходних, јер не даје само запосленима већ и свим осталима. Индивидуално право није промењено: по 200 евра за сваку годину радног стажа. Сврха поклона је задобијање политичке подршке за реформе, али је важно то што поклон не мења модел приватизације: и даље постоји већински власник са 70% капитала у новоприватизованим предузећима, што је битно за начин функционисања предузећа.
Конкурентски методи продаје. Закон је предвидео два метода продаје, оба конкурентска: аукцију, односно лицитацију за мања и слабија предузећа и тендер за већа и боља, намењена првенствено страним инвеститорима. Увек се продаје 70% неприватизованог капитала (остатак од 30% се, како је наведено, поклања запосленима и грађанима). Међу методима продаје не налази се директна погодба између државе и купца, пошто је она превише ризична пошто омогућује корупцију. Код тих лоших предузећа извешће се или уређено реструктурирање или стечај. Употребом искључиво конкурентских метода продаје требало је обезбедити максималну транспарентност процеса, тј. онемогућити корупцију и друге махинације исходом приватизације.
Најважнија новост тиче се права Агенције да покрене поступак продаје друштвеног капитала у сваком предузећу, чиме је укинута добровољност приватизације у Србији и обезбеђено да приватизација ипак има краја.
Реституција. Законом о приватизацији предвиђено је да се од сваке продаје 5% прихода издвоји за будуће накнаде за национализовану имовину. Тиме је потраживање бивших(изворних) власника имплицитно признато, али сам закон о приватизацији није прејудицирао решења из закона о денационализацији.
Резултати приватизације у периоду 2001-2004. Број предузећа. У периоду 2001-2004. приватизовано је 1382 предузећа, што је два по једном радном дану. Ово је примерна брзина, али недовољна за велики број предузећа која чекају реду за приватизацију, па крај процеса још није близу. Приход од приватизације. Укупан приход од продаје капитала у 1.382 предузећа изнео је за ове три године само 1,5 милијарди евра.
Реструктурирање. За предузећа за која не би било реалних изгледа да нађу купца у садашњем стању предвиђен је процес реструктурирања као приватизациона припрема. Око седамдесет предузећа укључено је у групу за реструктурирање. Две су основне идеје како да им се помогне: прво, да се нека од њих поделе на више предузећа и продају атрактивна, а у стечај пошаљу она која не нађу купца; друго, да се изврши отпис дела дугова према држави, како би им се вредност подигла изнад нуле.